# Thottea corymbosa
Thottea corymbosa är en piprankeväxtart som först beskrevs av William Griffiths, och fick sitt nu gällande namn av Ding Hou. Thottea corymbosa ingår i släktet Thottea och familjen piprankeväxter. Inga underarter finns listade i Catalogue of Life.